# Обична јагорчевина
Обична јагорчевина, јаглика или јаглац (лат. Primula vulgaris) је угрожена биљна врста. Људи је сакупљају због лепих цветова. Постоје бројни хортикултурни облици који се употребљавају у декоративне сврхе. Спада међу најраније пролетњице о чему говори и њено име - лат. primus значи први, док лат. vulgaris значи обичан, свакодневан. Раширена је у Западној и јужној Европи (од Фарских острва и Норвешке на северу, преко Португала на југу, до Украјине и Балканског полуострва на истоку), као и на подручју Северозападне Африке (Алжир) и Југозападне Азије (Турска и Иран).